# Dorfkirche Melz

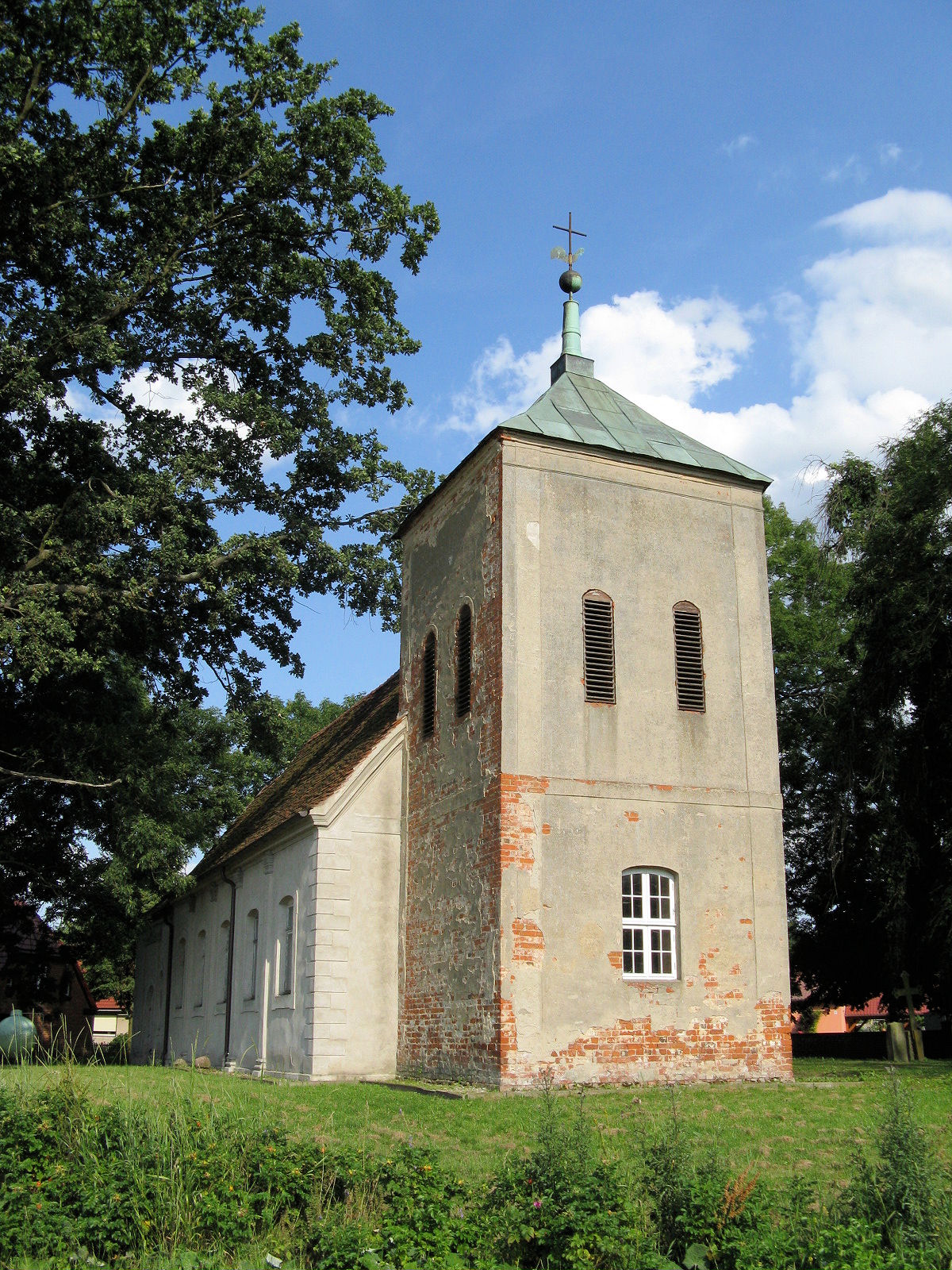
Evangelische Kirche Melz

Die Dorfkirche ist ein denkmalgeschütztes Kirchengebäude in Melz, einer Gemeinde im Landkreis Mecklenburgische Seenplatte (Mecklenburg-Vorpommern). Die Gemeinde gehört zur Propstei Neustrelitz des Kirchenkreises Mecklenburg der Evangelisch-Lutherischen Kirche in Norddeutschland (Nordkirche).

## Geschichte und Architektur

### Vorgängerkirchen
Eine Kirche ist an dieser Stelle schon am Ende des 13. Jahrhunderts als Filialkirche von Buchholz erwähnt. Sowohl Melz als auch Buchholz hatten nur wenige Einwohner, und so mussten sie sich gemeinsam mit einem Pastor begnügen. Die Melzer Kirche wurde 1669 wieder selbstständig. Die Kirche von 1552 wurde 1816 abgebrochen und durch den heutigen Bau ersetzt.

### Jetzige Kirche
Der flachgedeckte rechteckige Bau wurde 1816 in Backstein gemauert. Der quadratische Westturm wurde eingezogen, er ist mit einem kupfergedeckten Helm, einer Kugel, einem Wetterhahn und einem Kreuz bekrönt. Die ursprünglich verputzten Wände des Gebäudes mit Eckrustika sind durch Stichbogenfenster gegliedert.

## Ausstattung
- Der Schnitzaltar wurde um 1500 angefertigt. Im Schrein befindet sich eine Mondsichelmadonna, die von acht Heiligen umgeben ist. Die Flügel des Altars sind bemalt und zeigen innen Szenen aus dem Leben Jesu, die um 1816 stark übermalt wurden. Die Außenseite zeigt eine qualitätsvolle Verkündigung sowie die Apostel Petrus und Paulus.
- Die Kanzel mit Evangelistengemälden ist eine Arbeit aus der Bauzeit der Kirche.
- Die beiden Logen, beidseitig des Altars, sind mit Wappen bemalt, sie wurden 1818 gebaut.
- Der Betstuhl stammt aus der Zeit um 1724
- Die zwei Glocken aus mittelalterlicher Zeit sind undatiert.

## Friedhof

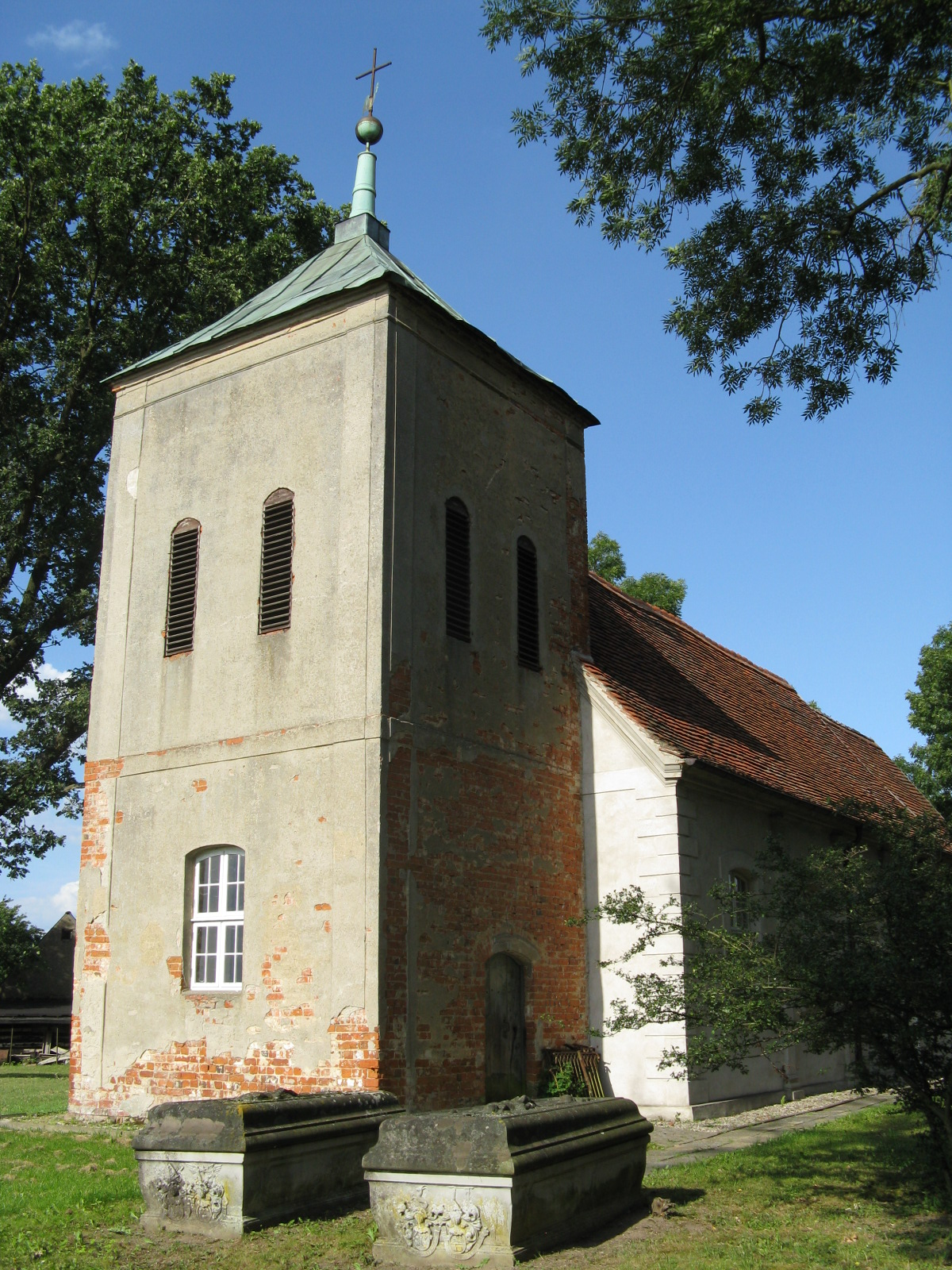
Friedhof mit Sarkophagen

Auf dem denkmalgeschützten Friedhof stehen vor dem Turm zwei ebenfalls denkmalgeschützte Sarkophage mit den Gebeinen der Familie von Ferber aus der Zeit von 1750 bis 1752 (ursprünglich in der Ferberschen Gruftkapelle). Der Friedhof ist von einer Backsteinmauer aus neuerer Zeit umgeben.